# 빅터 센 융

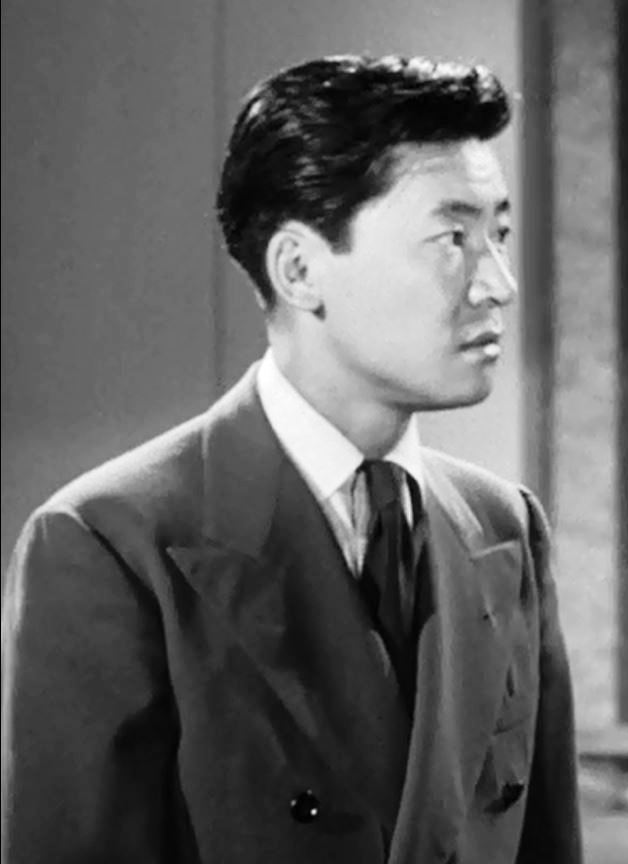

빅터 센 영(영어: Victor Sen Yung, 1915년 10월 18일 ~ 1980년 11월 1일)은 미국의 배우이다.
샌프란시스코에서 태어났으며 노스할리우드에서 사망하였다. 사인은 질식이다.

## 출연 작품
- 킬러 엘리트 (1975년)
- 어 플리 인 허 이어 (1968년)
- 겟 스마트 (1965년)
- 플라워 드럼 송 (1961년)
- 낙동강전투 최후의 고지전 (1957년)
- 포트 오브 헬 (1954년)
- 블루 가디니아 (1953년)
- 그라운드 포 매리지 (1951년)
- 그룸 워 스퍼스 (1951년)
- 북경 익스프레스 (1951년)
- 오, 아름다운 인형 (1949년)
- 어크로스 더 패시픽 (1942년)
- 데이 멧 인 봄베이 (1941년)
- 이스케이프 투 파라다이스 (1939년)
- 더블 오어 노씽 (1937년)

### 텔레비전
- 페리 메이슨 (1959, 1961)
- 보난자 (1959-73)